# Potbelly Sandwich Shop
Potbelly Corporation é uma rede de restaurantes de capital aberto que vende sanduíches submarinos e outras comidas nos Estados Unidos e anteriormente no Reino Unido, Emirados Árabes Unidos, Canadá e Kuwait. A sede da empresa está localizada em Chicago, Illinois.

## História

### Fundação e crescimento

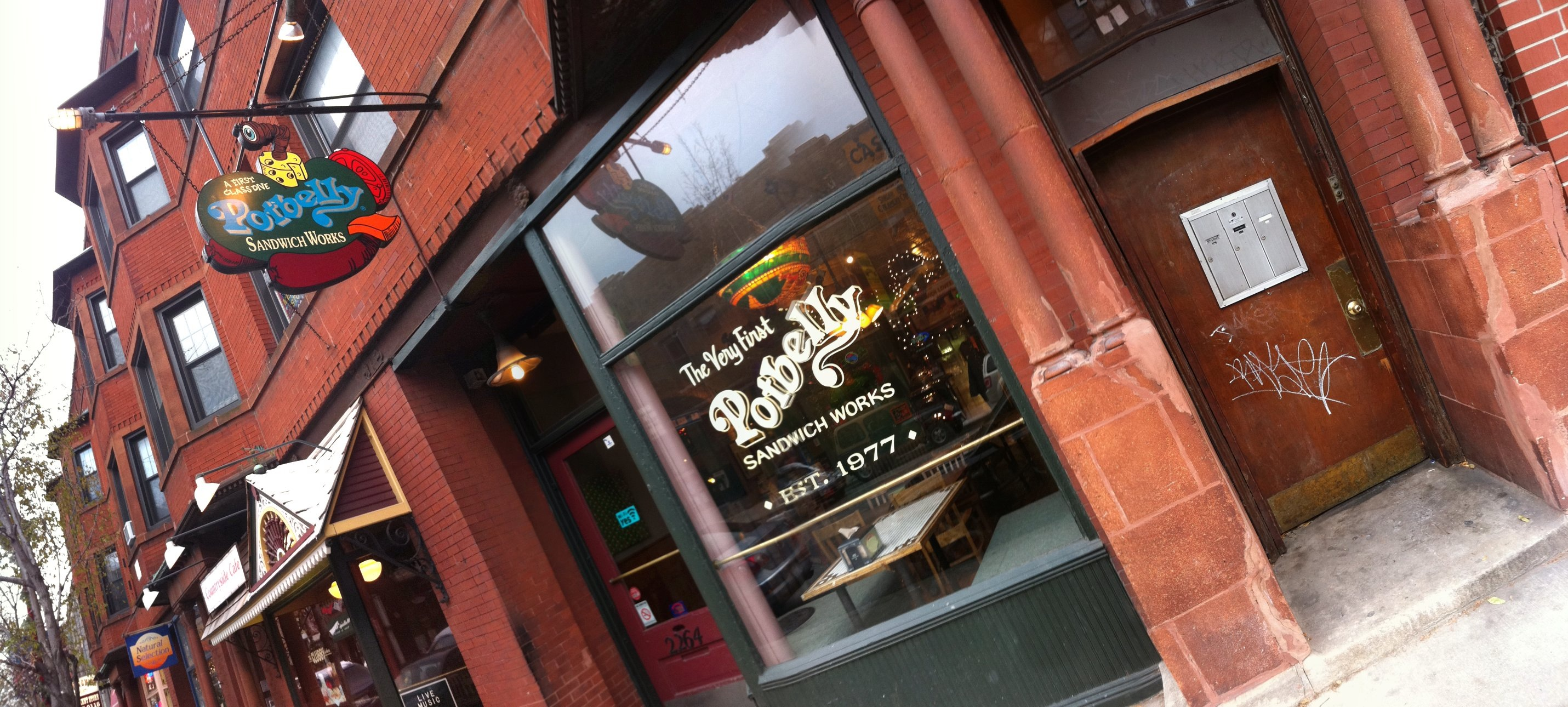
O primeiro Restaurante Potbelly, em Lincoln Park, Chicago.

A Potbelly Sandwich Shop é uma loja de sanduíches e alimentos fundada em 1977 por Peter Hastings. A loja original está localizada na 2264 North Lincoln Avenue, em Chicago, num espaço de varejo que antes era uma loja de antiguidades chamada Hindsight, também de propriedade de Hastings. Muitos dos itens que decoravam o restaurante foram retirados da antiga loja de antiguidades, incluindo o homónimo fogão Potbelly. Em 1996, Bryant Keil comprou a loja original. Keil rapidamente expandiu a empresa. A segunda loja foi inaugurada em 1997, e ele expandiu a Potbelly para mais de 300 lojas em vários estados e no Distrito de Columbia. Os investidores incluem Maveron (fundada pelo fundador da Starbucks, Howard Schultz) e American Securities. Em agosto de 2019, aproximadamente 10% dos mais de 450 estabelecimentos eram franqueados.

### Empréstimo do programa de proteção de cheque de pagamento
Durante a crise do COVID-19, a Potbelly Sandwich Shop solicitou e aceitou US $ 10 milhões no âmbito do PPP (em português, Programa de Proteção ao Cheque de Pagamento), criado pelo Governo dos Estados Unidos para pequenas empresas manterem os trabalhadores durante a crise da Covid-19. Em 14 de abril de 2020, a empresa recebeu US $ 10 milhões em empréstimos de PPP do governo federal. Os manifestantes começaram a fazer piquetes em 20 de abril de 2020 na sede de Chicago exigindo a devolução dos fundos. A Potbelly Sandwich Shop anunciou em 25 de abril de 2020 que iria devolver o empréstimo de $ 10 milhões. No entanto, eles contraíram o segundo empréstimo de PPP em agosto, no valor de US $ 10 milhões. Esta empresa está à beira da falência.

### Oferta pública inicial
Em agosto de 2013, a Potbelly abriu uma oferta pública inicial com os reguladores dos EUA para aumentar até US $ 75 milhões. As ações da empresa começaram a ser negociadas na NASDAQ Stock Market em 4 de outubro de 2013. A capitalização de mercado logo após o IPO era de aproximadamente $ 650.000.000.

### Expansão

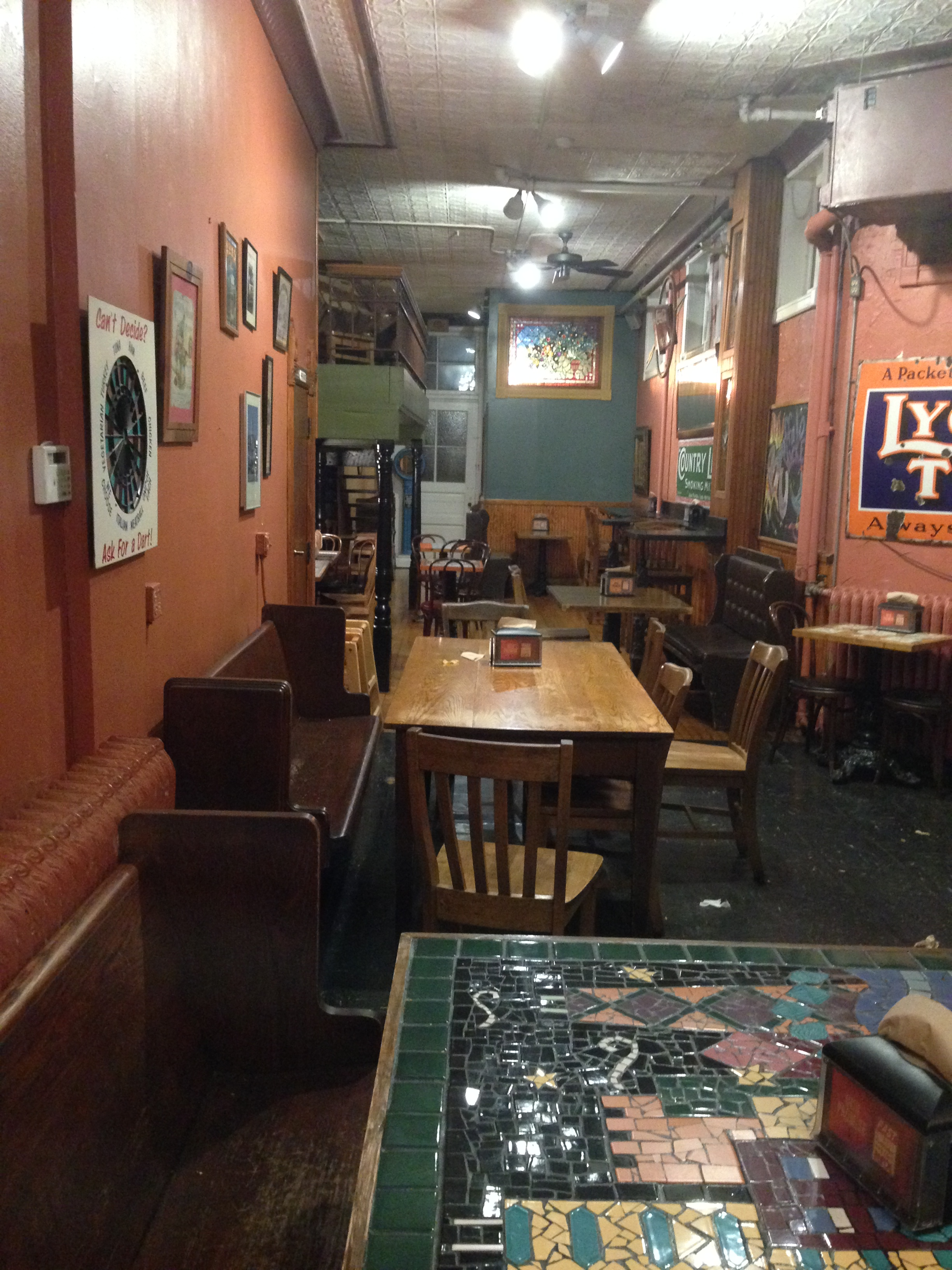
A primeira sala de jantar do Restaurante Potbelly

Em 5 de novembro de 2007, uma nova loja Potbelly em Glen Ellyn, Illinois, foi a primeira a oferecer um drive-through. Uma segunda loja drive-through foi adicionada logo em seguida em Waukegan, Illinois .
Em 2011, a Potbelly abriu duas lojas franqueadas em Dubai, nos Emirados Árabes Unidos; estes são os primeiros locais internacionais da Potbelly.
A Potbelly abriu sua primeira loja europeia em Westfield Stratford City, Londres, em julho de 2015, e a sua primeira loja canadense em Toronto em outubro de 2016. Em agosto de 2017, 60% dos negócios da Potbelly eram feitos ao almoço. Contava com 424 lojas próprias e 54 franqueadas.  No início daquele mês, a Potbelly anunciou que estava a equacionar colocar-se à venda.
Em dezembro de 2017, a Potbelly abriu a sua primeira franquia na Índia com um novo local em Cyber City, Gurgaon . A empresa assinou um acordo multi-franquia com o Kwals Group da Índia, com planos de abrir cinco franquias no país até ao final de 2018 e 20 locais nos cinco anos seguintes.
Como parte de sua teleconferência de resultados do segundo trimestre de 2019, o diretor financeiro Thomas Fitzgerald fez o seguinte anúncio: “Como parte de nossa estratégia para aprimorar o nosso foco na recuperação de nosso negócio principal e sair dos mercados internacionais, neste trimestre fechámos seis lojas internacionais, deixando uma loja internacional restante, que está no Oriente Médio. Esperamos fechar essa loja na segunda metade deste ano.”

## Menu

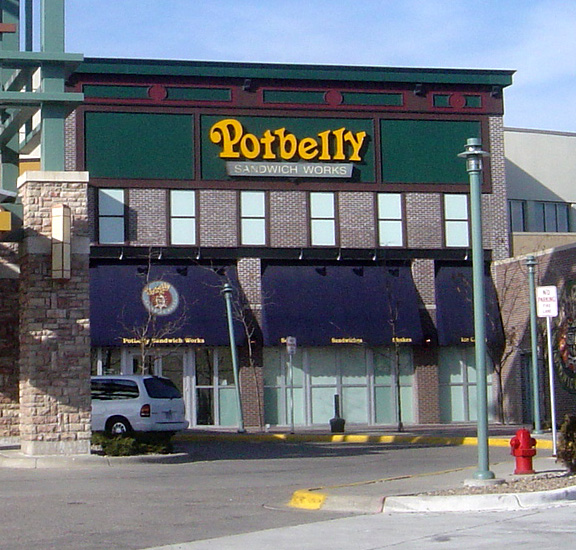
Um estabelecimento em Eden Prairie, Minnesota

O menu da Potbelly inclui uma variedade de sanduíches, todas servidas quentes. A Potbelly começou a oferecer saladas em fevereiro de 2007, e o menu também inclui sopa, batidos, maltes, smoothies e biscoitos.

## Música ao vivo
No passado, muitos restaurantes incluíam atuações de música ao vivo de artistas locais durante as horas de almoço.